# Hospital Universitario de Canarias
Hospital Universitario de Canarias (L'Ospedale Universitario delle isole Canarie) è un ospedale universitario situato a Tenerife, in Spagna. È stato inaugurato nel 1971 e si trova a San Cristóbal de La Laguna. L'ospedale serve i residenti dei comuni nord e occidentali di Tenerife ed è anche un ospedale di riferimento per l'isola di La Palma.
L'ospedale ha una superficie di 71.000 m2. È considerato insieme all'Hospital Universitario Nuestra Señora de Candelaria come ospedale di riferimento per alcune specialità nelle Isole Canarie e anche in Spagna. L'Ospedale Universitario delle Canarie è stato anche il primo ospedale universitario delle Canarie.